# Camera a sussurro
La camera a sussurro è una camera al di sotto di una cupola, di una volta o racchiusa in un'area circolare o ellittica nella quale i "sussurri" possono essere chiaramente ascoltati in altri punti della costruzione.
Normalmente, una camera a sussurro è costruita in forma di ellissoide, con un punto di accesso ad ogni fuoco. Se ci si posiziona in un fuoco e si parla, la linea del suono è riflessa in direzione dell'altro fuoco. In tal modo, una camera a sussurro circolare permette una comunicazione da una qualsiasi parte della circonferenza al punto diametralmente opposto.

## Esempi
- Basilica di San Giovanni in Laterano
- Sala delle Statue presso il Campidoglio, Washington.
- Cattedrale di San Paolo, Londra.[1]